# Peter Ross Newman
Pour les articles homonymes, voir Peter Newman.
Peter Ross Newman est un producteur américain.

## Biographie
Marié le 26 juin 1988 avec l'actrice Antonia Dauphin, avec laquelle il eut trois enfants.

## Filmographie
- 1985 : Vous avez dit dingues ? (O.C. and Stiggs)
- 1985 : 1918
- 1986 : On Valentine's Day
- 1987 : Swimming to Cambodia
- 1987 : End of the Line
- 1990 : L'Île oubliée (Lord of the Flies)
- 1991 : Dogfight
- 1993 : Household Saints
- 1994 : Le Secret de Roan Inish (The Secret of Roan Inish)
- 1995 : Smoke
- 1995 : Brooklyn Boogie (Blue in the Face)
- 1996 : Space Truckers
- 1998 : Les filles font la loi (Strike!)
- 1998 : Lulu on the Bridge
- 1999 : The 24 Hour Woman
- 2000 : When the Sky Falls
- 2001 : Le Centre du monde (The Center of the World)
- 2001 : Ball in the House
- 2002 : Interstate 60
- 2002 : Washington Heights
- 2003 : Beautiful Kid (vidéo)
- 2005 : Les Berkman se séparent (The Squid and the Whale)
- 2005 : Le Match de leur vie (The Game of Their Lives)
- 2007 : La Vie intérieure de Martin Frost (The Inner Life of Martin Frost)